# Mikołaj Powała z Taczewa
Mikołaj Powała z Taczewa herbu Ogończyk, znany także jako Powała z Taczewa lub Mikołaj z Taczowa (ur. ok. 1380, zm. po 1451) – polski rycerz. 

## Biografia
W czasach średniowiecza jeden z najbardziej znanych polskich rycerzy. Był stolnikiem krakowskim i podkomorzym sandomierskim. 
Brał udział w bitwie pod Grunwaldem i bitwie pod Koronowem. Odznaczał się wybitną wiedzą z zakresu wojskowości, skoro przed tą pierwszą bitwą został powołany do ścisłej rady wojennej. Został ranny w bitwie pod Koronowem. Za pozyskane łupy rozszerzył swoje dobra, a zwłaszcza rozbudował rodową siedzibę w Taczewie (w której jednak dość rzadko przebywał). 
Brał też udział w turnieju rycerskim w Budzie, zorganizowanym z okazji podpisania traktatu z Lubowli (1412). Był również wysyłany jako poseł (dyplomata) w misje zagraniczne, co wskazuje na jego znajomość przynajmniej języka łacińskiego. Według legend odznaczał się także niepospolitą siłą. 
Obecnie w centrum wsi Taczów, na szlaku rowerowym wytyczonym przez Związek Gmin „Radomka”, nieopodal dwóch stawów, można odnaleźć wyraźne ślady grodu stożkowatego. Powstał on w XIV wieku i stanowi przykład typowej dla owych czasów siedziby rycerskiej. Miejscowa legenda (trudno już rozsądzić czy pochodzi z dawnych czasów, czy też powstała pod wpływem „Krzyżaków”) mówi o tym, że kopiec powstał usypany przez jeńców wziętych do niewoli pod Grunwaldem — nosi on nazwę Kopca Powały. 

## Upamiętnienie
Mikołaj Powała z Taczewa jest jednym z epizodycznych bohaterów Sienkiewiczowskich Krzyżaków oraz kilku filmów, np. Pierścień księżnej Anny.